# Jakob Börjesson
Pour les articles homonymes, voir Börjesson.
Jakob Börjesson, né le  1er octobre 1976 à Mora, est un biathlète suédois actif au niveau international de 2002 à 2009. 

## Biographie
Il fait ses débuts dans la Coupe du monde en 2002 à Lahti.
Au début de la saison 2003-2004 de Coupe du monde, il obtient son premier et seul podium au relais de Kontiolahti. Il a obtenu son meilleur résultat individuel en 2003 à Östersund, à domicile, avec une treizième place sur la poursuite.
Il participe aux Jeux olympiques d'hiver de 2006 à Turin (Italie), terminant quatrième avec le relais, battu de très peu par la France.

## Palmarès
| Épreuve / Édition | Individuel | Sprint | Poursuite | Départ en ligne | Relais |
| ----------------- | ---------- | ------ | --------- | --------------- | ------ |
| JO 2006 Turin     | —          | —      | —         | —               | 4e     |

### Championnats du monde
| Épreuve / Édition             | Individuel | Sprint | Poursuite | Départ en masse | Relais | Relais mixte                     |
| Mondiaux 2003 Khanty-Mansiïsk | 42e        | -      | -         | -               | 7e     | Épreuve inexistante à cette date |
| Mondiaux 2005 Hochfilzen      | 85e        | -      | -         | -               | -      | Épreuve inexistante à cette date |

### Coupe du monde
Meilleur classement général : 54e en 2003.
- Meilleur résultat individuel : 13e.
- 1 podium en relais : 1 troisième place.

#### Différents classements en Coupe du monde
| Année     | Classement général final | Sprint | Poursuite | Individuel | Mass start |
| 2002-2003 | 54e                      | 70e    | 45e       | 35e        | -          |
| 2005-2006 | 83e                      | 71e    | -         | -          | -          |